# Morningstar
Morningstar (NASDAQ: MORN) — информационно-аналитическая компания и рейтинговое агентство в США. Специализируется на сборе и анализе информации по взаимным инвестиционным фондам.
Предлагает своим потребителям базы данных, обзоры, обучающие курсы, аналитические инструменты и программное обеспечение. Агентство держит под наблюдением около 8 тыс. фондов, действующих в США (большинство действующих в стране взаимных фондов). Поставляет информацию о взаимных фондах, а также онлайн котировки 13 млн акций, индексов, фьючерсов и опционов, курсов валют и казначейских облигаций для ведущих американских бизнес-медиа CNN, The New York Times, The Wall Street Journal, Money, Yahoo.com, SmartMoney.com. Через дочерние компании оказывает услуги по управлению инвестициями, на 30 сентября 2014 года под управлением или консалтингом Morningstar находились активы в $169 млрд.
Компания основана в 1984 году Джозефом Мансуэто, который является председателем её совета директоров и главным исполнительным директором и основным владельцем (по состоянию на апрель 2014 года ему принадлежало 55 % акций компании).

## Рейтинги
Система рейтингования фондов базируется на присвоении им звезд — от одной до пяти, которая позволяет суммировать данные о фондах с точки зрения соотношения риска и доходности.
Рейтингуются фонды, работающие не менее трех лет. Все фонды делятся на 48 частных категорий, которые затем объединяются в четыре основные категории (фонды акций, облигаций, гибридные фонды, фонды, инвестирующие на международных рынках).
Для определения рейтинга фонда за определенный период (3, 5 или 10 лет) показатель его риска (Morningstar Risk), вычитается из показателя его доходности (Morningstar Return). Значения отображаются графически.
- 10 % фондов с лучшими результатами получают рейтинг «5 звезд» (самый высокий)
- следующие 22,5 % — «4 звезды» (выше среднего)
- следующие 35 % — «3 звезды» (средний)
- следующие 22,5 % — «2 звезды» (ниже среднего)
- последние 10 % — «1 звезду» (самый низкий).

Рейтинги пересчитываются ежемесячно.